# Gianni De Michelis
Giovanni "Gianni" De Michelis (26 de noviembre de 1940 – 11 de mayo de 2019) fue un político italiano. Fue miembro del Partido Socialista Italiano (PSI). Ocupó diversos puestos ministeriales en la década de 1980 y a principios de 1990. Fue Vice Primer Ministro de Italia entre 1988 y 1989, como también Ministro de Asuntos Exterioresentre 1989 y 1992. También se desempeñó como ministro de Empresas Estatales (1980–1983) y ministro de Trabajo y Políticas Sociales (1983–1987). Fue miembro de la Cámara de Diputados(1976–1994) y del Parlamento Europeo (2004–2009). Nació en Venecia.
De Michelis murió en Venecia el 11 de mayo del 2019, a los 78 años.